# استیگ لاسبی
استیگ لاسبی (سوئدی: Stig Lasseby؛ ‏ ۵ مارس ۱۹۲۵ – ۸ دسامبر ۱۹۹۶) کارگردان فیلم، پویانما و تهیه‌کننده فیلم اهل سوئد بود.
از فیلم‌هایی که وی در آن‌ها نقش داشته‌است، می‌توان به پیتر بی‌دم در آمریکا اشاره نمود.